# Stichophthalma formosana
Stichophthalma formosana är en fjärilsart som beskrevs av Hans Fruhstorfer 1908. Stichophthalma formosana ingår i släktet Stichophthalma och familjen praktfjärilar. Inga underarter finns listade i Catalogue of Life.